# Darázsvölgy
Darázsvölgy (ukránul: Осава település Ukrajnában, Kárpátalján, a Huszti járásban.

## Fekvése
Huszttól és Lipcsétől északkeletre fekvő település.

## Nevének eredete
Az Oszava helységnév ruszin víznévi eredetű, az Osafka patak nevéből, mely  "Lipcse helység határában ered és e helységen keresztül hosszában lefolyva a fenn nevezett kisebb patakokkal együtt a Nagy-ág folyóba, ez ismét Huszt városánál a Tisza folyóba beömlik" (Pesty). A Víznévben az ukrán-ruszin ’darázs’ (Чопей) rovarnév melléknévi származéka található, jelentése: ’Darazsas (patak)’. A falu Lipcse külterületi lakott helye volt, közigazgatásilag ma is hozzá tartozik. A magyar Darázsvölgy név másodlagos, 1904-ben hozták létre hivatalos úton.

## Története
A települést Lipcse külterületi részéből 1904-ben hozták létre. Nevét 1898-ban említették először Oszávka (hnt.) néven. Későbbi névváltozatai: 1907-ben Darázs-völgy,  1913-ban Darázsvölgy (hnt.), 1944-ben Oszava, Осавa (hnt.), 1983-ban Осава.